# Néstor Kirchner
Néstor Carlos Kirchner Ostoić (ur. 25 lutego 1950 w Río Gallegos, zm. 27 października 2010 w El Calafate) – argentyński polityk, gubernator prowincji Santa Cruz w latach 1991–2003 i prezydent Argentyny od 25 maja 2003 do 10 grudnia 2007. Sekretarz generalny Unii Narodów Południowoamerykańskich (UNASUR) od 4 maja 2010 do swojej śmierci.

## Edukacja
Urodził się w Río Gallegos. Jego rodzice mieli pochodzenie chorwackie i niemieckie. W latach 70. studiował prawo na Uniwersytecie w La Placie, które ukończył w 1976. Tam też poznał swoją przyszłą żonę Cristinę de Kirchner. Mieli wspólnie syna oraz córkę. Wstąpił do Partii Justycjalistycznej. Był określany jako centro-lewicowy peronista. Ponieważ pochodził z południa kraju zyskał sobie przydomek „pingwin”.

## Kariera polityczna
W 1983 roku został urzędnikiem we władzach prowincji, w następnym roku szefem funduszu społecznego, lecz po roku został zwolniony przez gubernatora z powodu sporu o politykę finansową. Incydent stanowił punkt zwrotny w jego karierze. W roku 1987 wygrał, choć z niewielką przewagą, wybory na burmistrza Rio Gallegos, a w 1991 roku został wybrany na gubernatora prowincji Santa Cruz, uzyskiwał też reelekcje w latach 1995 i 1999. Urząd zajmował do 25 maja 2003.

## Wybory prezydenckie i prezydentura
W 2003 roku stanął do walki o urząd prezydenta Argentyny. Jego głównym rywalem był Carlos Saúl Menem, prezydent Argentyny w latach 1989–1999. W pierwszej turze wyborów 27 kwietnia 2003 zdobył 22% głosów, przegrywając z Menemem, który uzyskał o 2% głosów więcej. Sondaże przed drugą turą wyborów wskazywały na zdecydowane zwycięstwo Kirchnera (z przewagą kilkudziesięciu procent głosów). W tej sytuacji Menem zdecydował wycofać się z wyborów, co oznaczało automatyczne zwycięstwo dla Kirchnera. 25 maja 2003 r. został uroczyście zaprzysiężony na stanowisku szefa państwa i rządu.

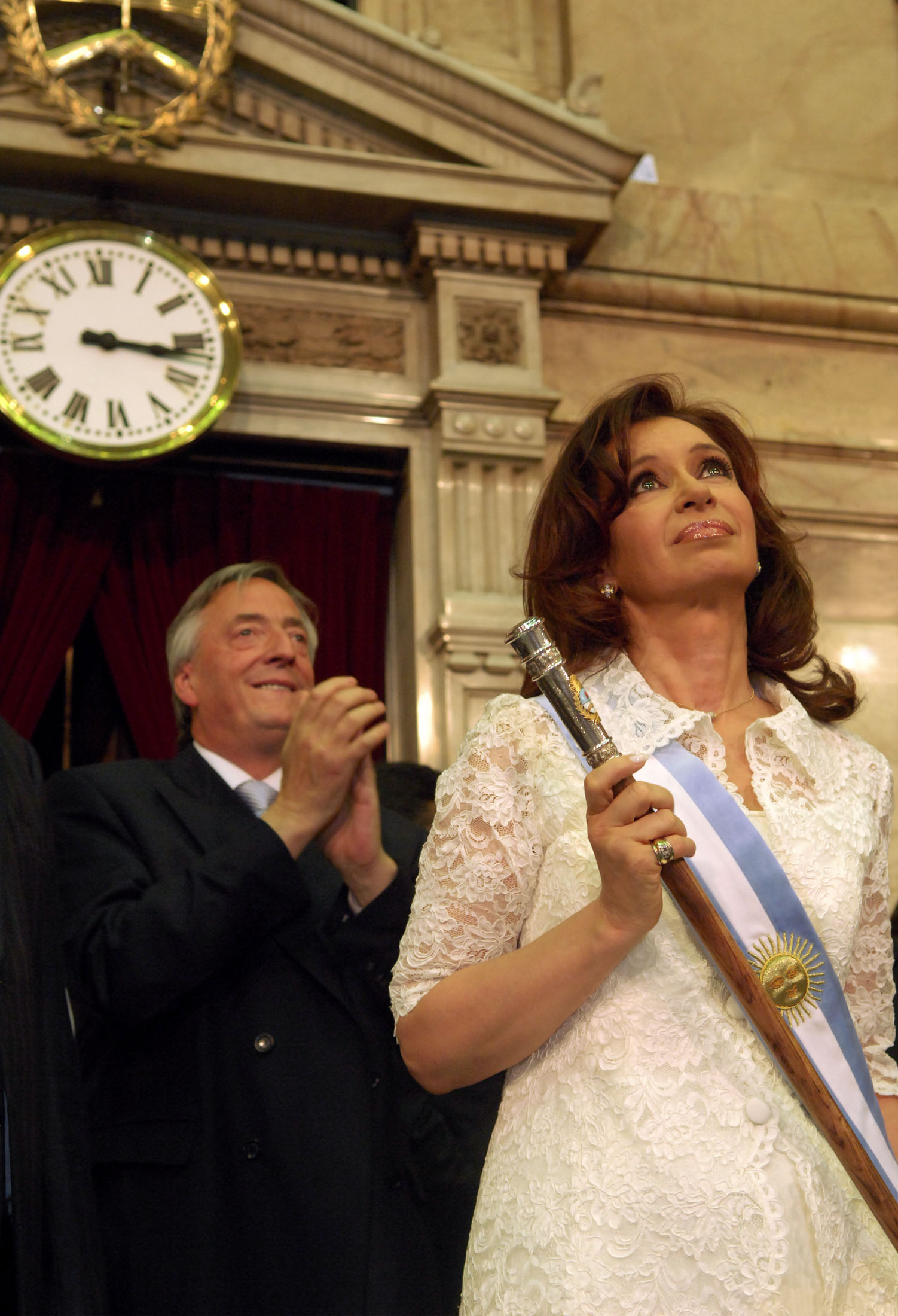
Néstor Kirchner razem z żoną w dniu jej zaprzysiężenia na urząd prezydenta

Prezydenturę objął po kryzysie finansowym i gospodarczym w Argentynie z lat 2001–2002, z powodu którego ze stanowiska zrezygnował prezydent Fernando de la Rúa. Kirchner do grudnia 2003 formalnie kończył jego konstytucyjną kadencję. Jako prezydent nadzorował wyjście kraju z kryzysu. Renegocjował warunki oddłużenia kraju. W 2005 wynegocjował zmianę warunków spłaty 100 mld USD państwowego zadłużenia. W 2006 spłacił 9,8 mld USD długu zaciągniętego w Międzynarodowym Funduszu Walutowym. Doprowadził też do zniesienia amnestii wobec członków junty wojskowej rządzącej Argentyną w latach 1976–1983, oskarżanych o łamanie praw człowieka.
W 2007, pomimo wysokiego poparcia społecznego, nie zdecydował ubiegać się o reelekcję. Poparł kandydaturę swojej żony, Cristiny Fernández de Kirchner i wspierał ją w czasie kampanii wyborczej. Po jej zwycięstwie, 10 grudnia 2007 przekazał jej urząd prezydenta.

## Kariera polityczna po zakończeniu prezydentury
Po zakończeniu kadencji prezydenckiej Néstor Kirchner do czerwca 2009 zachował stanowisko przewodniczącego Partii Justycjalistycznej. Pełnił funkcję doradcy prezydent Fernández de Kirchner i miał duży wpływ na politykę rządu swojej żony. Był uważany za kandydata Partii Justycjalistycznej w wyborach prezydenckich w 2011. W wyborach parlamentarnych w czerwcu 2009 zdobył mandat deputowanego do Izby Deputowanych w prowincji Buenos Aires, który objął 3 grudnia 2009 i pełnił do chwili śmierci.
4 maja 2010 objął urząd pierwszego w historii sekretarza generalnego Unii Narodów Południowoamerykańskich (UNASUR). Na stanowisku tym zaangażował się w rozwiązywanie regionalnych konfliktów politycznych, m.in. sporu dyplomatycznego między Kolumbią a Wenezuelą w sierpniu 2010 oraz kryzysu w Ekwadorze we wrześniu 2010.

## Śmierć

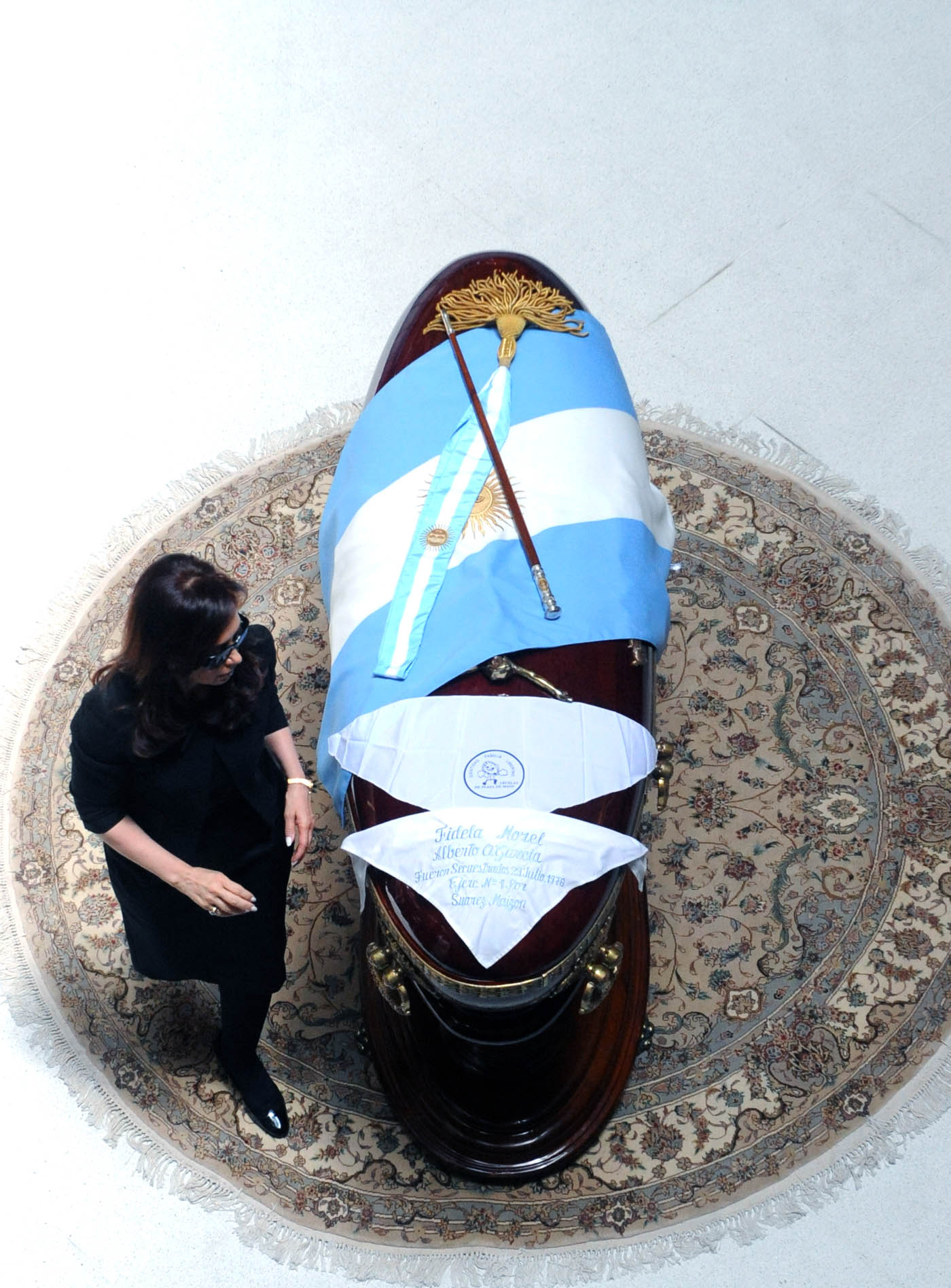
Prezydent Fernández de Kirchner przy trumnie męża

Zmarł nieoczekiwanie we wczesnych godzinach porannych 27 października 2010 w szpitalu w El Calafate na południu kraju, gdzie spędzał czas razem z żoną w letniej posiadłości rodzinnej. Przyczyną zgonu był atak serca. Kirchner cierpiał na dolegliwości zdrowotne od czasu zakończenia swej prezydentury. W 2010 przeszedł dwie poważne operacje. W lutym 2010 usunięto mu blokadę w tętnicy szyjnej, natomiast we wrześniu 2010 przeszedł zabieg angioplastyki kończyn.
28 października 2010 jego ciało zostało przetransportowane do Buenos Aires i wystawione na widok publiczny w pałacu prezydenckim Casa Rosada. W kraju prezydent Cristina Fernández de Kirchner ogłosiła 3-dniową żałobę narodową. Trzydniowa żałoba narodowa ogłoszona została również w Brazylii (Luiz Inácio Lula da Silva) i Wenezueli (Hugo Chávez). Żałobę narodową ogłoszono także w Paragwaju, Urugwaju, Chile, Kolumbii i Peru. Ponadto UNASUR ogłosiła trzy dni „żałoby południowoamerykańskiej” we wszystkich państwach członkowskich. Oddać cześć zmarłemu przybyło do Buenos Aires 8 prezydentów Ameryki Południowej (wszyscy z wyjątkiem prezydentów Gujany, Peru i Surinamu). Néstor Kirchner został pochowany 29 października 2010 w rodzinnym mieście Río Gallegos.

## Upamiętnienie
W 2016 roku na cześć Néstora Kirchnera nazwano znaleziony w Argentynie nowy rodzaj owadów Kirchnerala.